# Concepción Rodríguez Fernández de Santa Magdalena
Concepción Rodríguez Fernández de Santa Magdalena (ur. 13 grudnia 1895 w Eulalia, zm. 24 listopada 1936 w Paternie) – hiszpańska karmelitanka miłosierdzia, męczennica i błogosławiona Kościoła katolickiego.

## Życiorys
Concepción Rodríguez Fernández urodziła się 13 grudnia 1895 roku. Uczęszczała do karmelitańskiej szkoły w Leónie. Po wstąpieniu do nowicjatu Zgromadzenia Karmelitanek Miłosierdzia pracowała w szkole w Denii, a potem przeniosła się do Domu Miłosierdzia w Walencji. Została zamordowana w czasie wojny domowej w Hiszpanii.
Beatyfikowana przez papieża Jana Pawła II w grupie 233 męczenników 11 marca 2001 roku.